# Alestrus
Alestrus là một chi bọ cánh cứng trong họ 
Elateridae.
Chi này được Méquignon miêu tả khoa học năm 1942.

## Các loài
Chi này có các loài:
- Alestrus dolosus (Crotch, 1867)